# Зидхарц
Зидхарц (њем. Südharz) општина је у њемачкој савезној држави Саксонија-Анхалт. Једно је од 22 општинска средишта округа Мансфелд-Сидхарц. Према процјени из 2010. у општини је живјело 8.986 становника. Посједује регионалну шифру (AGS) 15087412.

## Географски и демографски подаци
Зидхарц се налази у савезној држави Саксонија-Анхалт у округу Мансфелд-Сидхарц. Општина се налази на надморској висини од 145 метара. Површина општине износи 162,0 km². У самом мјесту је, према процјени из 2010. године, живјело 8.986 становника. Просјечна густина становништва износи 55 становника/km².